# 鳌石乡
鳌石乡，是中华人民共和国山西省大同市阳高县下辖的一个乡镇级行政单位。

## 行政区划
鳌石乡下辖以下地区：
鳌石村、南徐村、东马营村、西马营村、南曹庄村、梁营村、乱石村、龙堡村和榆林村。